# Catedral de Bayona
La Catedral de Bayona (también Catedral de Sainte-Marie de Bayona) es una catedral católica gótica en la ciudad de Bayona, Francia. Es la sede episcopal de la diócesis de Bayona, Lescar y Oloron, e históricamente lo fue de la diócesis de Bayona.
El sitio estuvo ocupado anteriormente por una catedral románica que fue destruida por dos incendios en 1258 y 1310. La construcción de la catedral actual se inició en el siglo XIII y se concluyó a principios del siglo XVII, a excepción de las dos torres que no se terminaron hasta el siglo XIX. La estructura ha sido muy restaurada y renovada, en particular por Émile Boeswildwald, arquitecto del gobierno francés en el siglo XIX, y un discípulo de Eugène Viollet-le-Duc.
La catedral se encuentra en el Camino de Peregrinación de Santiago de Compostela, por lo que fue declarada Patrimonio Mundial por la Unesco en 1998 con el código 868-016.

## Dimensiones
- Longitud: 76,96 m
- Anchura: 33,40 m
- Altura de la nave central: 26,50 m
- Altura de los pasillos: 12 m
- Altura de las torres: 70 m

## Descripción
Construido en piedra Mousserolles (piedra ocre) y piedra Bidache (piedra blanca), la catedral de Sainte-Marie se encuentra en el corazón de la ciudad de Bayona, en el distrito histórico. Está ubicado en una colina con vistas al río Adur y al Nive. Pertenece al radiante estilo gótico con influencia de Champagne especialmente en el ábside y el deambulatorio. Hacia el sur, un claustro rectangular colinda con la catedral. La cara oeste, que está frente a la biblioteca municipal, anteriormente el Palacio Episcopal, consiste en una gran puerta y dos flechas que rodean esta entrada. Es el más reciente de la catedral. El lado este, que está en el lado del Nive, es la cabecera de la catedral. El plano de la catedral es clásico con una forma de cruz, una nave y dos colaterales. Alrededor del coro, el ambulatorio se abre en siete capillas. La parte más antigua es el ábside y data del siglo XIII. El trabajo del crucero, la nave y los pasillos tuvo lugar durante el siglo XIV.

## Descripción de Victor Hugo
La catedral de Bayona fue visitada por el escritor Victor Hugo durante su viaje a los Pirineos en 1843. Esta es la descripción que da en su libro Alpes y Pirineos:

"La catedral de Bayona es una bonita y pequeña iglesia del siglo XIV de yesca, toda mordisqueada por el viento del mar. No he visto salmonetes en el interior de las cintas de la fenestración más ricas y más caprichosas. Es toda la firmeza del siglo XIV que se mezcla sin enfriarla con toda la fantasía del XV. Quedan aquí y allá algunas ventanas hermosas, casi todo el siglo XVI. A la derecha de lo que era el gran portal, admiré una pequeña bahía cuyo diseño consiste en flores y hojas maravillosamente enrolladas en roseta. [...] La iglesia se aborda al sur de un gran claustro de la misma época, que se está restaurando en este momento con suficiente inteligencia y que anteriormente se comunicaba con el coro por un magnífico portal, ahora amurallado y encalado. Su ornamentación y estatuas recuerdan por su gran estilo a Amiens, Reims y Chartres. Había muchas tumbas en la iglesia y el claustro, que fueron arrancadas. Algunos sarcófagos mutilados todavía se adhieren a la pared. Están vacíos. No sé qué horrible polvo puede reemplazar el polvo humano. Las arañas hacen girar sus telarañas en estas casas oscuras de la muerte".

## Galería

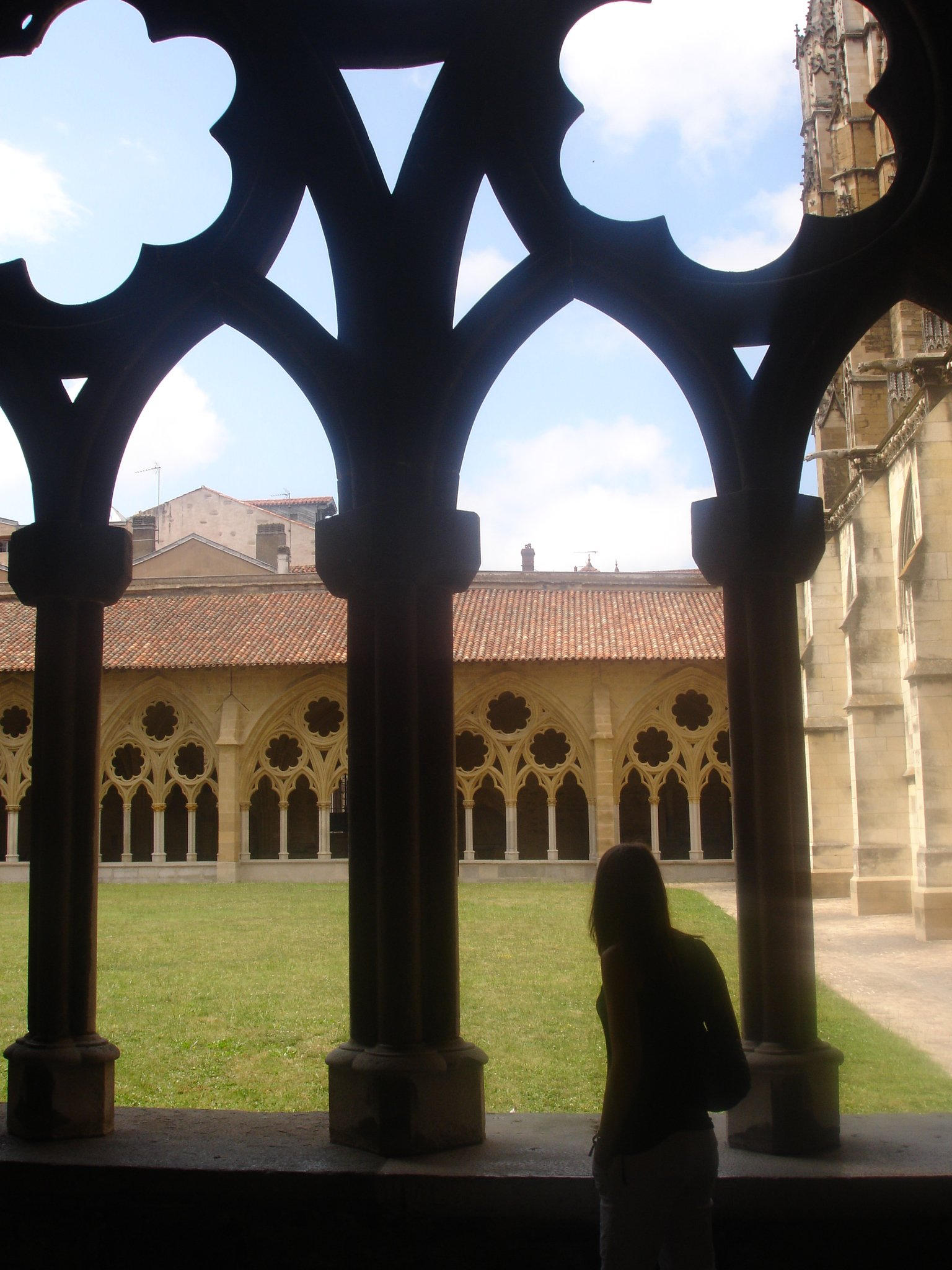
Claustro de la catedral de Bayona
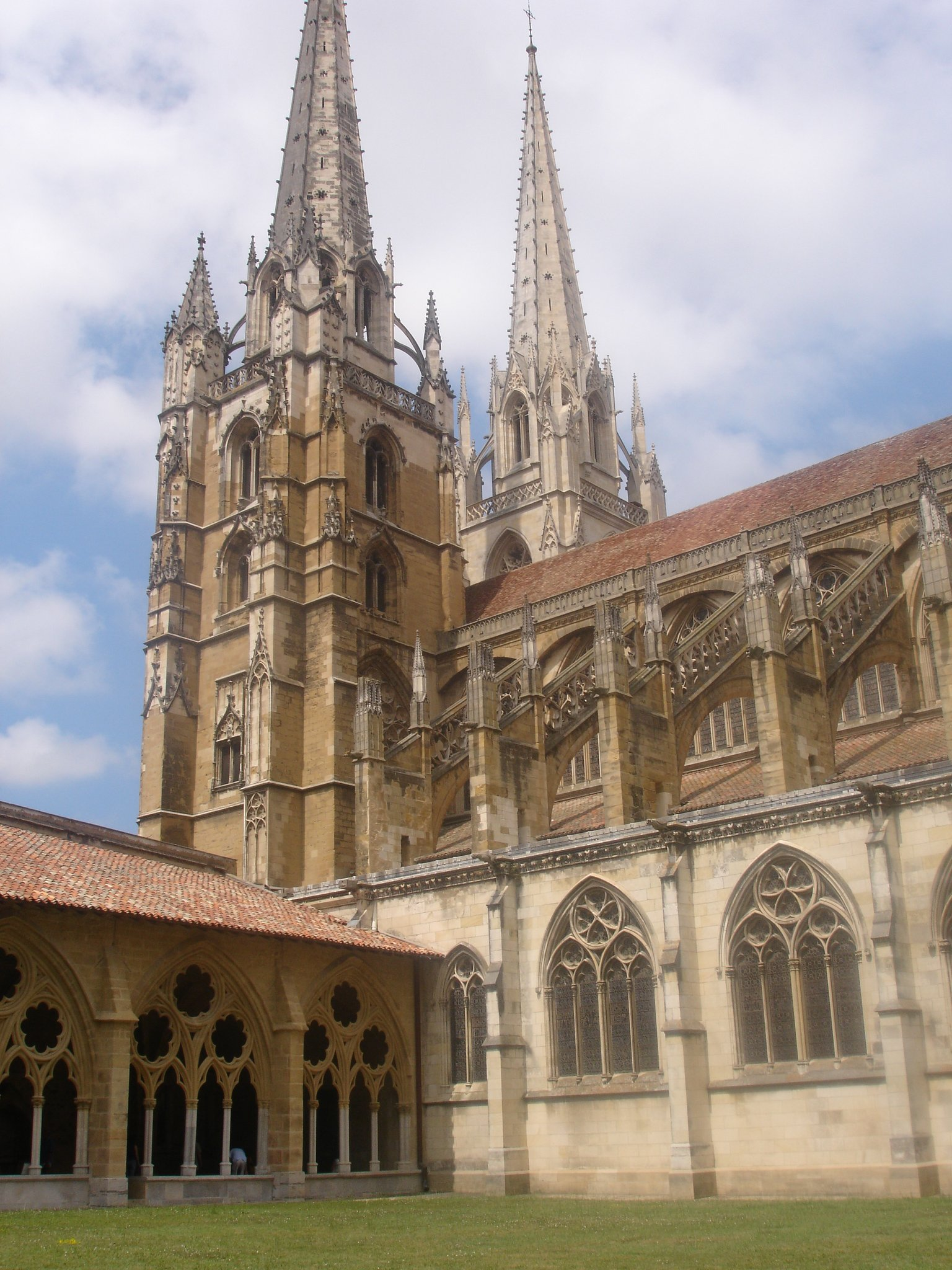
Catedral vista desde el claustro
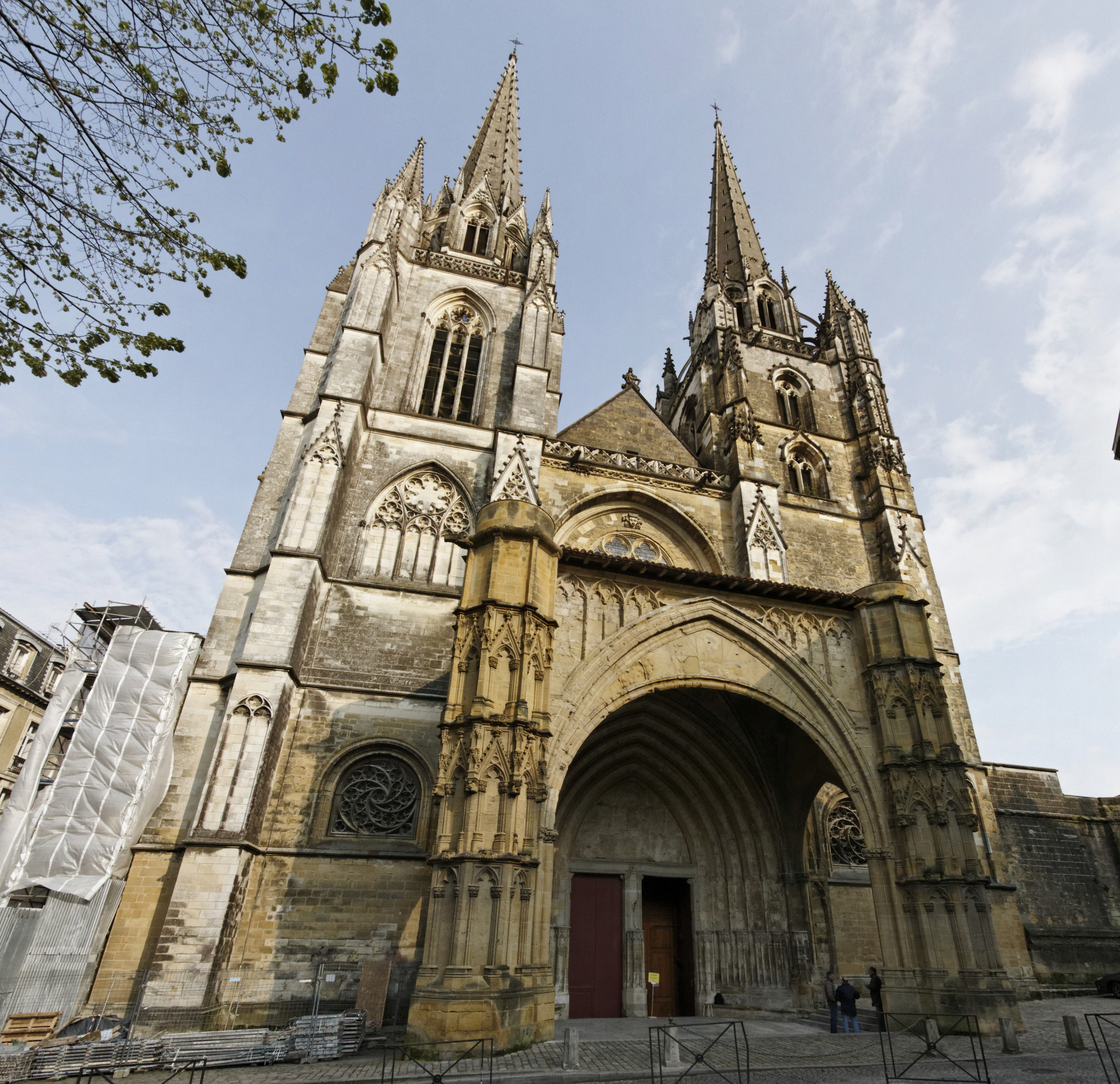
Flechas de la catedral
Claustro
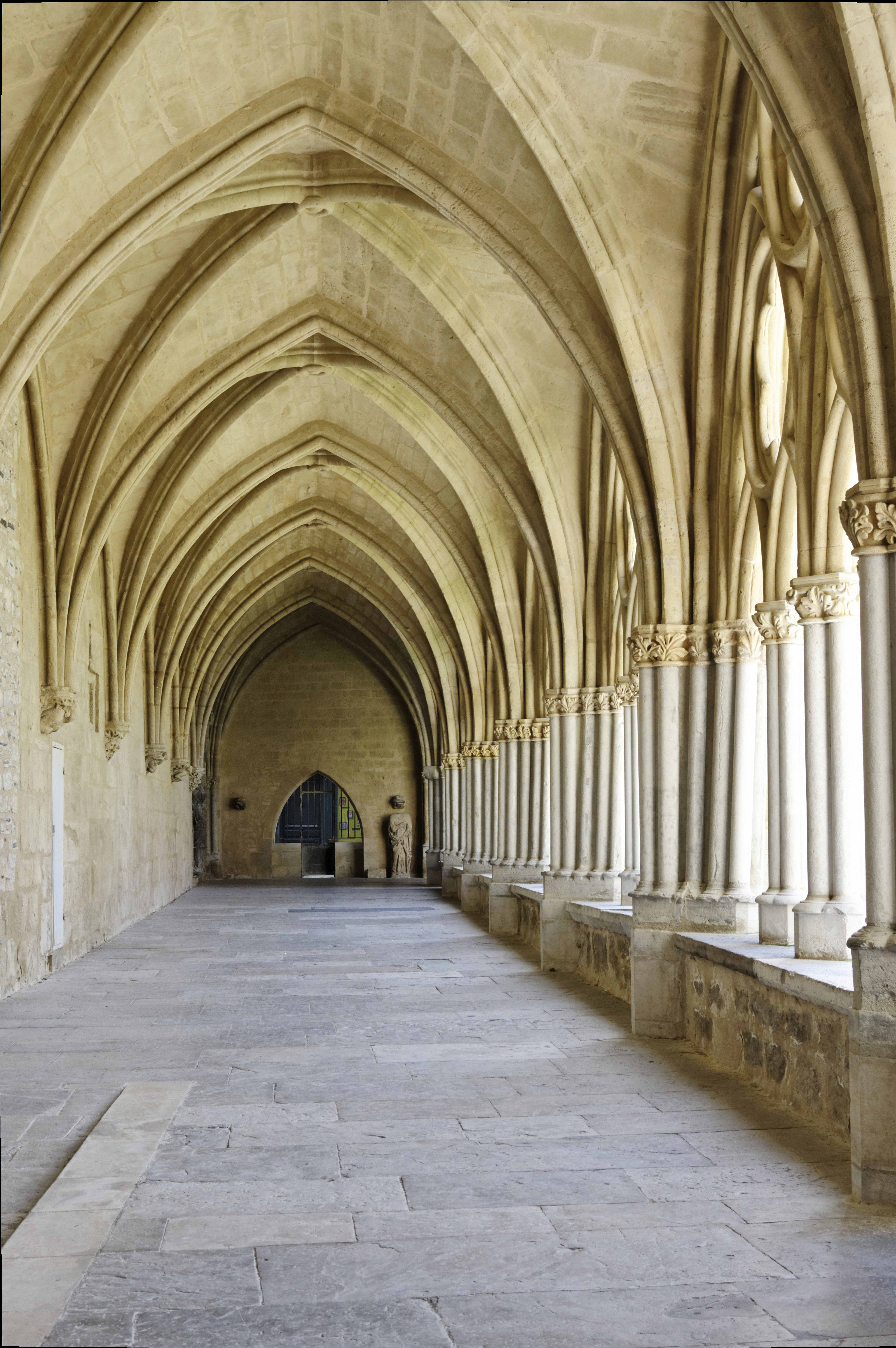
Claustro
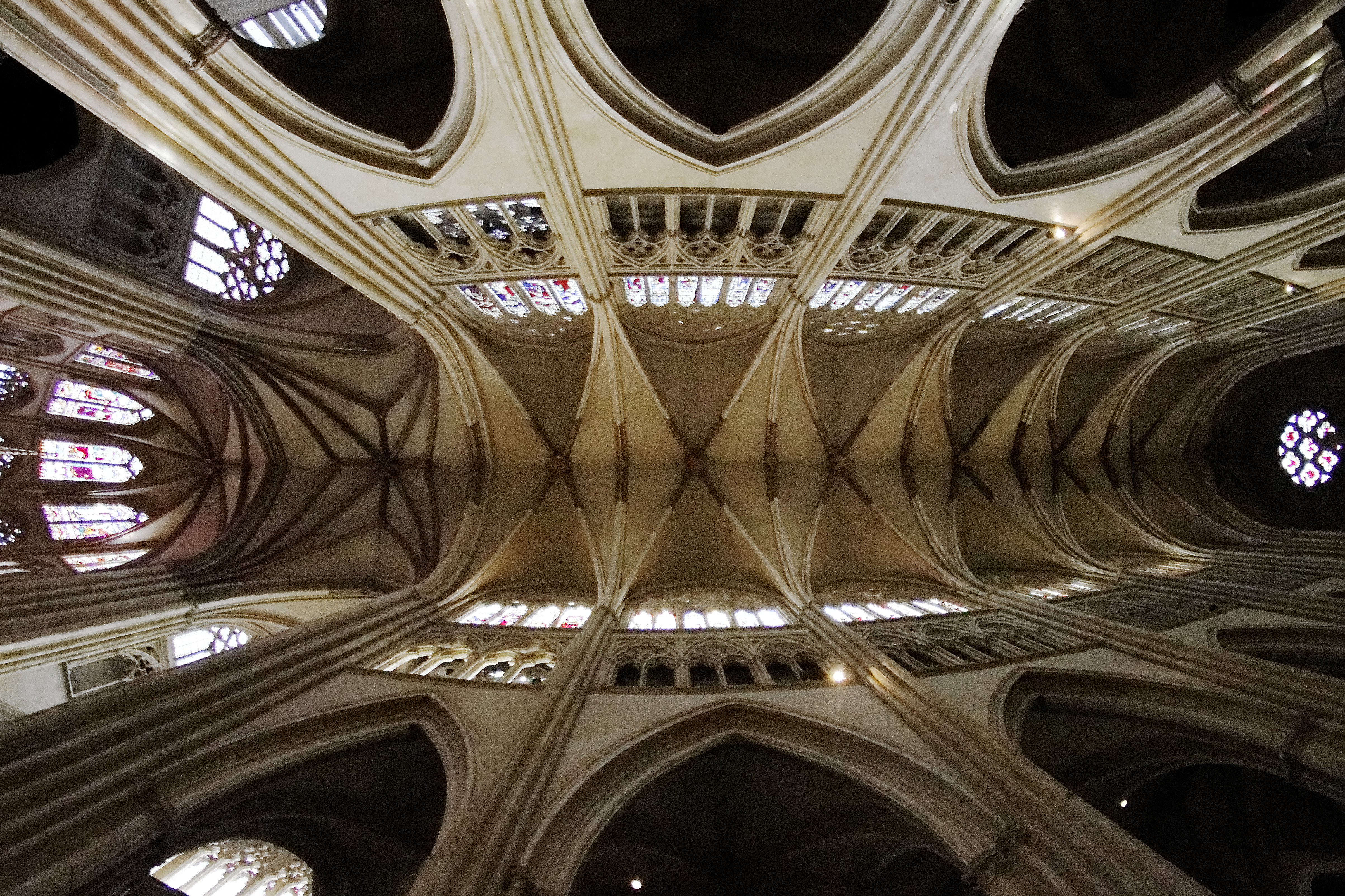
Nave principal
Vidrieras
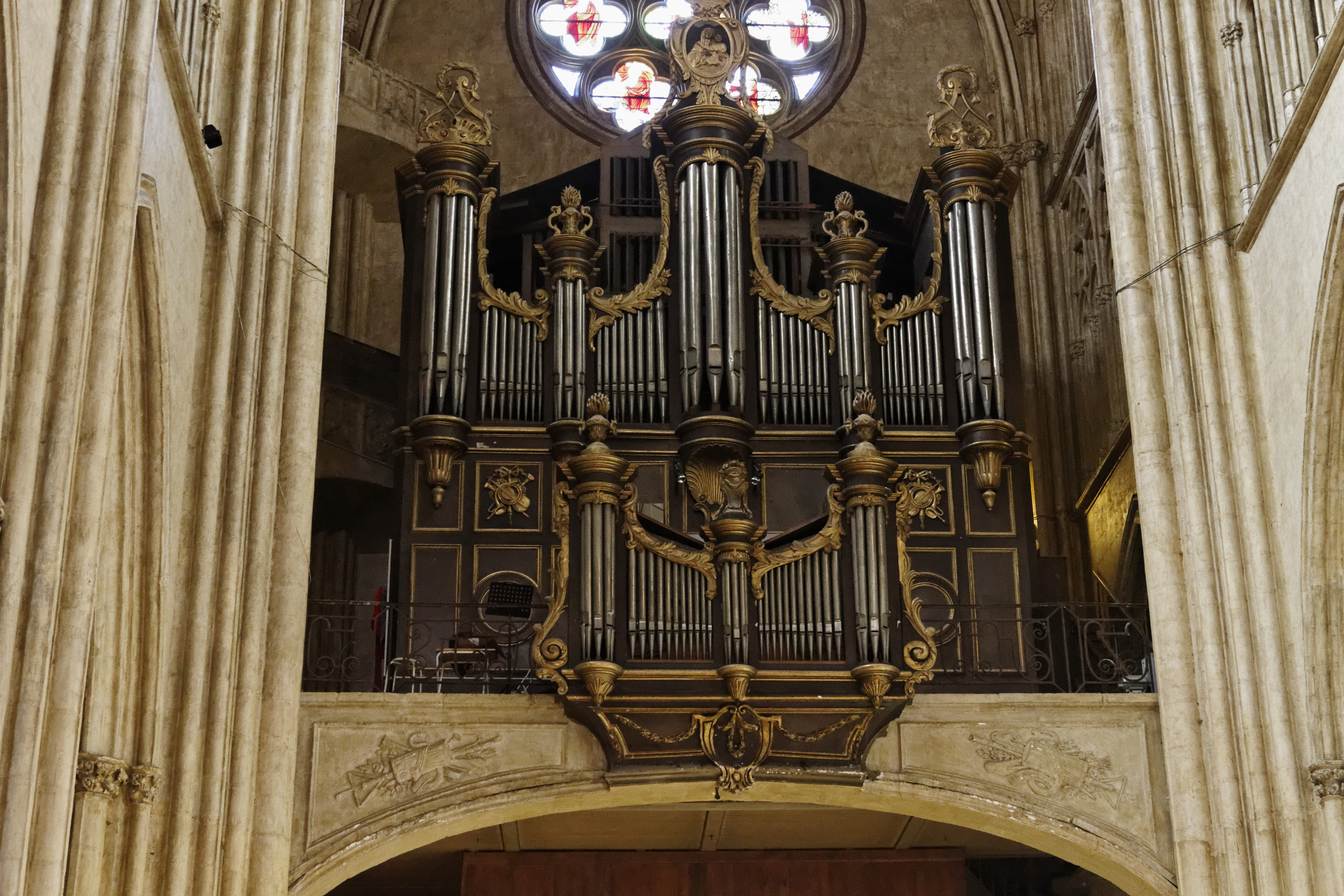
El gran órgano
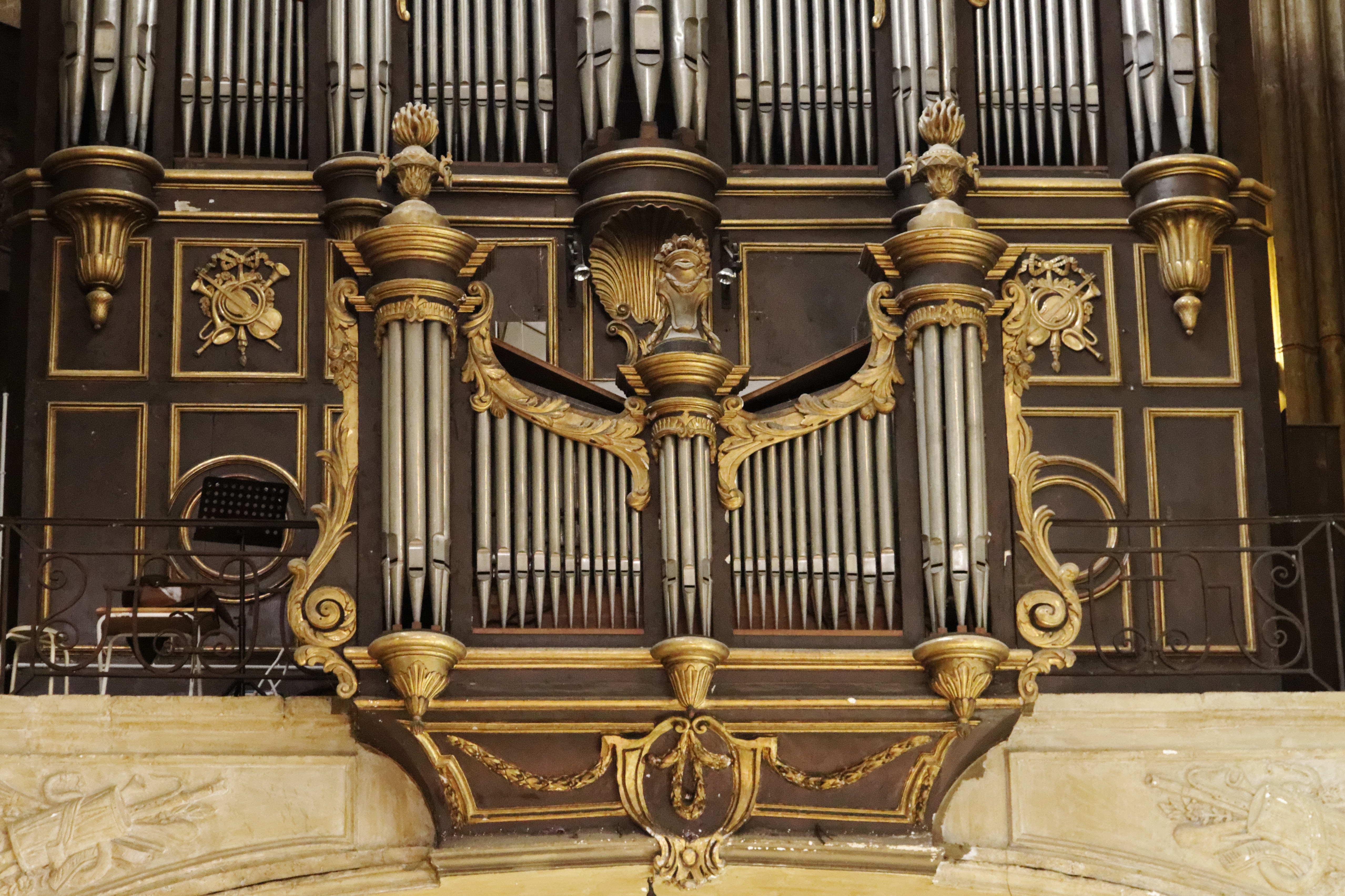
Órgano